# Christine Streichert-Clivot
Christine Streichert-Clivot (ur. 28 kwietnia 1980 w Saarbrücken) – niemiecka polityk, działaczka Socjaldemokratycznej Partii Niemiec (SPD), deputowana do Landtagu Saary, minister w rządach Saary.

## Życiorys
W 1999 roku zdała egzamin maturalny, po czym rozpoczęła studia politologii, socjologii i ekonomii na Uniwersytecie w Trewirze, które ukończyła w 2006 roku z tytułem magistra. W tym samym roku rozpoczęła pracę jako kierowniczka projektu w regionalnym oddziale Niemieckiej Federacji Związków Zawodowych (DGB). Następnie w latach 2006–2007 była dyrektorką zarządzającą w sieci edukacyjnej na rzecz demokracji i odwagi w Kraju Saary.
Od 2006 do 2009 roku była zatrudniona w strukturach SPD Kraju Saary. W latach 2008–2011 odbyła studia z zakresu edukacji dorosłych na Uniwersytecie Technicznym w Kaiserslautern, uzyskując tytuł Master of Arts.
W latach 2010–2012 pracowała jako referentka naukowa frakcji SPD w landtagu Saary, a od 2012 do 2013 r. była szefową gabinetu ministra ds. edukacji i kultury. W kolejnych latach, do 2017, kierowała departamentem zajmującym się polityką edukacyjną i koordynacją spraw przekrojowych w tym samym resorcie.
W latach 2009–2019 przewodniczyła frakcji SPD w radzie gminy Gersheim. Od 2017 do 2019 roku pełniła funkcję sekretarz stanu w Ministerstwie Edukacji Kraju Saary. W 2022 roku została wybrana do landtagu.
18 sierpnia 2019 roku objęła urząd minister ds. edukacji i kultury. Od 24 września 2019 roku jest także zastępczym członkiem Bundesratu.

## Życie prywatne
Jest mężatką i ma dwoje dzieci.